# 996
| [ Edytuj tabelę ]              |                                                          |
| Książę Polski                  | - 992 Bolesław I Chrobry 1025                            |
| Król Anglii                    | - 978 Ethelred II Bezradny 1016                          |
| Hrabia Aragonii i król Nawarry | - 994 García II 1000                                     |
| Hrabia Barcelony               | - 992 Rajmund Borrell 1017                               |
| Książę Bawarii                 | - 995 Henryk IV 1005                                     |
| Książę Burgundii               | - 965 Odo-Henryk 1002                                    |
| Cesarz Bizancjum               | - 976 Bazyli II Bułgarobójca 1025                        |
| Car Bułgarii                   | - 977 Roman 997 - 976 Samuel Komitopul 1014              |
| Cesarz Chin                    | - 976 Song Taizong 997                                   |
| Książę Czech                   | - 972 Bolesław II Pobożny 999                            |
| Król Danii                     | - 987 Swen Widłobrody 1014                               |
| Władca Egiptu                  | - 975 Al-Aziz 996 - 996 Al-Hakim 1021                    |
| Król Francji                   | - 987 Hugo Kapet 996 - 996 Robert II Pobożny 1031        |
| Król Gruzji                    | - 961 Dawid III 1001                                     |
| Hrabia Holandii                | - 993 Dirk III 1039                                      |
| Cesarz Japonii                 | - 986 Ichijō 1011                                        |
| Kalif                          | - 991 Al-Kadir 1031                                      |
| Hrabia Kastylii                | - 995 Sancho I Garcia 1017                               |
| Król Khmerów                   | - 968 Dżajawarman V 1001                                 |
| Wielki książę Kijowa           | - 978 Włodzimierz I Wielki 1015                          |
| Patriarcha Konstantynopola     | - 984 Mikołaj II Chryzoberges 996 - 996 Syzyniusz II 998 |
| Władca Korei                   | - 981 Sŏngjong 997                                       |
| Król Leónu                     | - 984 Bermudo II 999                                     |
| Król Munsteru                  | - 978 Brian Śmiały 1014                                  |
| Król Norwegii                  | - 994 Olaf I Tryggvason 999                              |
| Hrabia Palatynatu              | - 994 Ezzon 1034                                         |
| Papież                         | - 985 Jan XV 996 - 996 Grzegorz V 999                    |
| Hrabia Portugalii              | - 950 Gonçalo Mendes 999                                 |
| Cesarz Rzymski (niemiecki)     | - 996 Otton III 1002                                     |
| Książę Saksonii                | - 973 Bernard I 1011                                     |
| Król Szkocji                   | - 995 Konstantyn III 997                                 |
| Król Szwecji                   | - 995 Olaf Skötkonung 1022                               |
| Doża Wenecji                   | - 991 Pietro II Orseolo 1009                             |
| Książę Węgier                  | - 970 Gejza 997                                          |
| Cesarz Wietnamu                | - 980 Lê Hoàn 1005                                       |

Rok 996 / CMXCVI
stulecia: IX wiek ~
X wiek ~
XI wiek

lata: 986 «
991 «
992 «
993 «
994 «
995 «
996
» 997
» 998
» 999
» 1000
» 1001
» 1006

## Wydarzenia w Polsce
- Jesienią – przybył do Polski Święty Wojciech.

## Wydarzenia na świecie
- 3 maja – papieżem został pierwszy Niemiec - Bruno z Karyntii (Grzegorz V).
- 21 maja – w czasie swej pierwszej wyprawy do Italii Otton III koronowany został przez papieża Grzegorza V na cesarza rzymskiego.
- 16 lipca – zwycięstwo wojsk bizantyjskich nad Bułgarami w bitwie w wąwozie rzeki Spercheios.

- Władcą Francji został Robert II Pobożny (koronowany - 987).
- Małżeństwo Swena Widłobrodego z Gunhildą przypieczętował sojusz duńsko-szwedzki.

## Zmarli
- Marzec – Jan XV, papież (ur. ?)
- 24 października – Hugo Kapet, król Francji z dynastii Kapetyngów (ur. ok. 940)
- 20 listopada - Ryszard I Nieustraszony, książę Normandii (ur. 933/934)